# Wolfsmilch-Ringelspinner

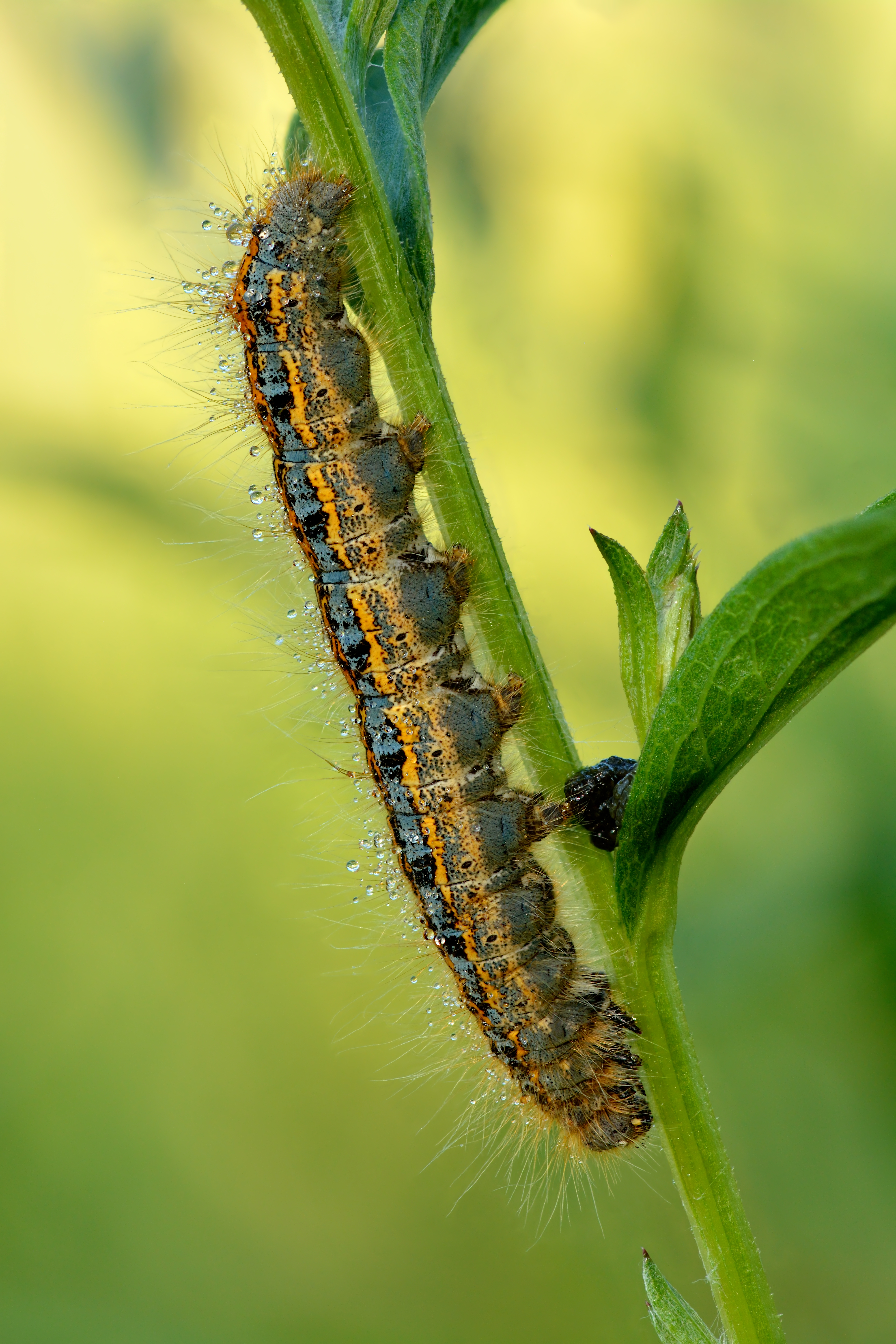
Raupe des Wolfsmilch-Ringelspinners

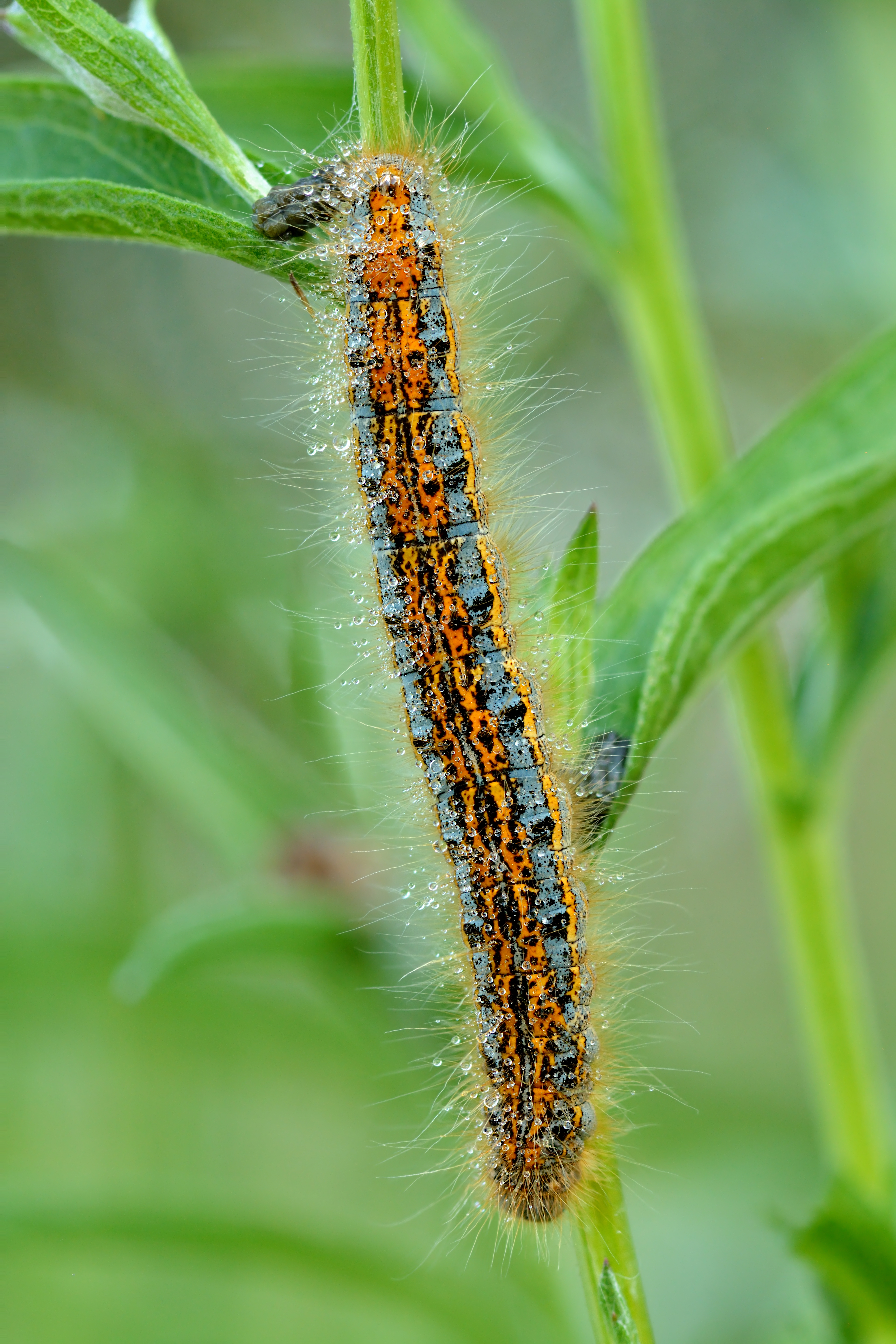
Raupe von oben

Der Wolfsmilch-Ringelspinner oder Wolfsmilchspinner (Malacosoma castrensis) ist ein Schmetterling (Nachtfalter) aus der Familie der Glucken (Lasiocampidae).

## Merkmale
Die Falter erreichen eine Flügelspannweite von 24 bis 42 Millimetern. Die Männchen haben helle, gräulich ockerfarbene Vorderflügel, auf denen zwischen den Flügeldritteln dunkelbraune Querlinien verlaufen. Die erste Linie, näher am Flügelansatz, ist etwas breiter und kräftiger ausgeführt. In der Diskoidalregion, etwa in der Flügelmitte, kommen die beiden Querlinien zusammen und bilden einen X-förmigen, dunklen Fleck. Die Flügel sind zwischen dem Fleck und dem Flügelaußenrand innerhalb der Linien dunkelbraun gestäubt. Entlang der Mitte des letzten Flügeldrittels verläuft eine weitere, etwas verwischte, aber breitere, dunkelbraune Querlinie. Die Hinterflügel sind einfärbig dunkelbraun. Am Thorax tragen die Männchen dichte, hell ockergelbe Haare. Die Weibchen haben eine braune Vorderflügelgrundfärbung. Sie haben zwei breite, unterschiedlich breit verlaufende, hell ockergelbe Binden jeweils auf den Vorderflügeldritteln, die zwischen sich einen breiten, dunkelbraunen Streifen einfassen. Die Haare am Thorax sind gleich wie die Flügel, braun gefärbt.
Die Raupen werden ca. 60 Millimeter lang und sehen denen des Ringelspinners sehr ähnlich. Sie haben auch eine graublaue Grundfärbung, ihre helle Rückenlinie ist aber schwächer, dafür sind neben den orangen und dunklen Längslinien die gelben Linien stärker ausgebildet. Am Kopf fehlen ihnen die schwarzen Augenflecken.

### Unterarten
- Malacosoma castrense castrense (Linnaeus, 1758)[2]
- Malacosoma castrense krymea Sheljuzhko, 1943[2]

### Ähnliche Arten
- Ringelspinner (Malacosoma neustria) (Linnaeus, 1758)

## Vorkommen
Die Tiere kommen in ganz Europa außer im hohen Norden, östlich bis zum Schwarzen Meer vor, sie fehlen aber im Mittelmeergebiet, im Westen Frankreichs und in weiten Teilen England. In Deutschland kommen sie im Norden eher selten, im Süden häufiger vor. Die Populationen sind fast überall stark rückläufig. Die Falter leben in sonnigen, trockenen und warmen Gebieten, wie z. B. auf kalkigem Magerrasen, auf Heiden und anderen steinigen und sandigen Gegenden.

## Lebensweise

### Flug- und Raupenzeiten
Die Falter fliegen von Ende Juni bis Mitte August, die Raupen findet man von Mai bis Juni.

### Nahrung der Raupen
Die Raupen ernähren sich vor allem von Zypressen-Wolfsmilch (Euphorbia cyparissias), aber auch von verschiedenen anderen Pflanzen wie z. B. von Kleinem Wiesenknopf (Sanguisorba minor) und Wiesen-Flockenblume (Centaurea jacea).

## Entwicklung

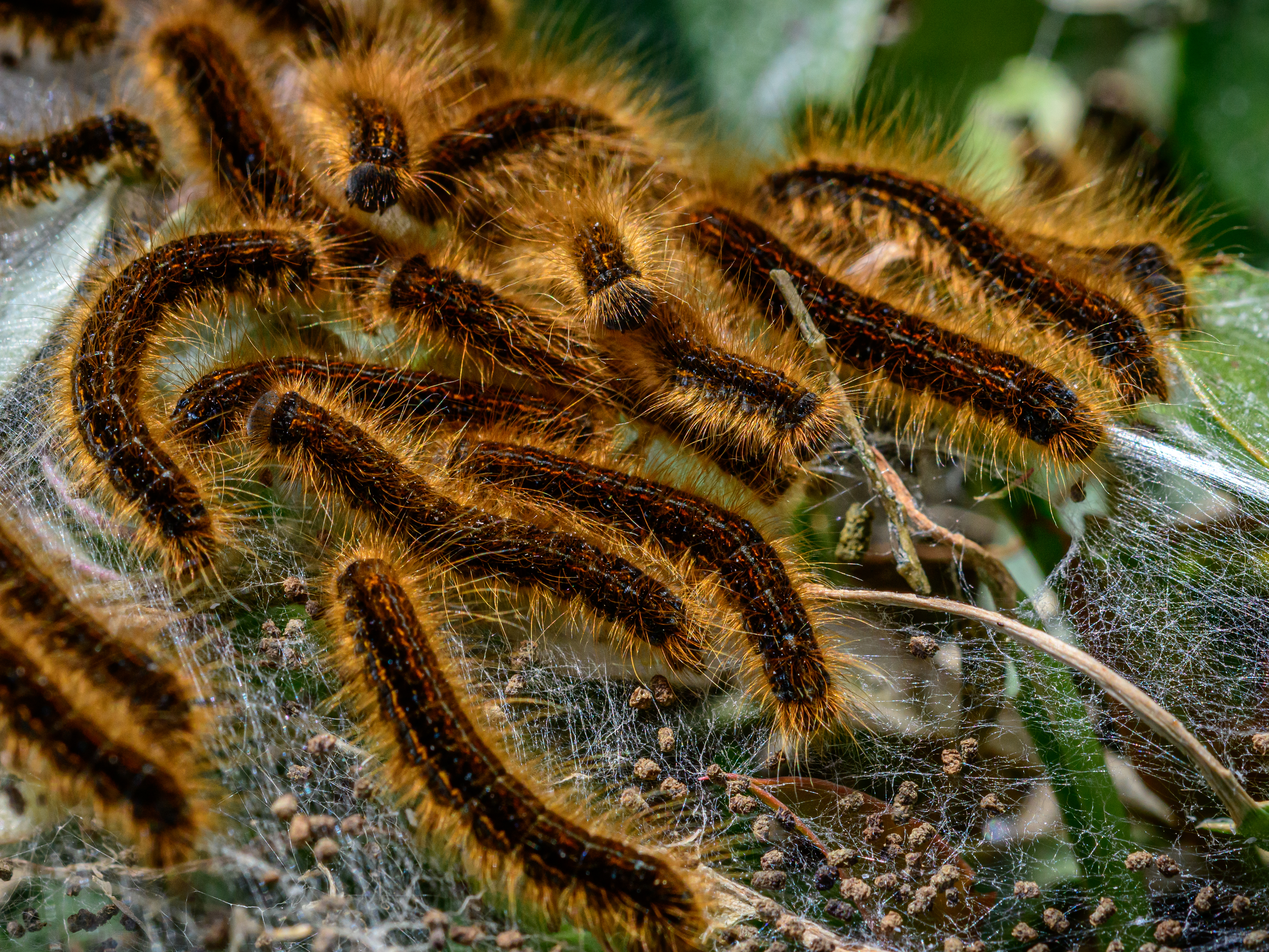
Gespinst der Raupen

Die Weibchen legen ihre Eier in ringförmig angeordneten über zwei Zentimeter langen Gelegen um dünne Stängel, seltener um Zweige. Die Raupen schlüpfen erst nach einer Überwinterung Ende April, Anfang Mai. Sie leben gesellig in einem Gespinst am Boden, in das sie sich zum Häuten und auch in Fresspausen zurückziehen. Nach der letzten Häutung leben sie solitär und verpuppen sich Mitte bis Ende Juni in einem Kokon, der zitronengelb bepudert ist.

## Gefährdung und Schutz
- Rote Liste BRD: 3 (gefährdet).[5]